# Tiafandouo
Tiafandouo est une localité située dans le département de Midebdo de la province du Noumbiel dans la région Sud-Ouest au Burkina Faso.

## Géographie
Tiafandouo est situé à 2,5 km au nord-ouest de Midebdo et de la route régionale 8 menant à Batié.

## Santé et éducation
Le centre de soins le plus proche de Tiafandouo est le centre de santé et de promotion sociale (CSPS) de Midebdo tandis que le centre médical avec antenne chirurgicale (CMA) de la province se trouve à Batié.